# Hypena medioexisa
Hypena medioexisa là một loài bướm đêm trong họ Erebidae.